# Takamatsu
Takamatsu (高松市, Takamatsu-shi) é uma cidade central do Japão, capital da prefeitura de Kagawa, localizada no norte da ilha de Shikoku.
Em 2003 a cidade tinha uma população estimada em 334 397 habitantes e uma densidade populacional de 1 720,77 h/km². Tem uma área total de 194,33 km².
Recebeu o estatuto de cidade a 15 de Fevereiro de 1890.

## Cidades-irmãs
- Tours, França
- São Petersburgo, EUA
- Nanchang, China